# Pórtico de la Gloria

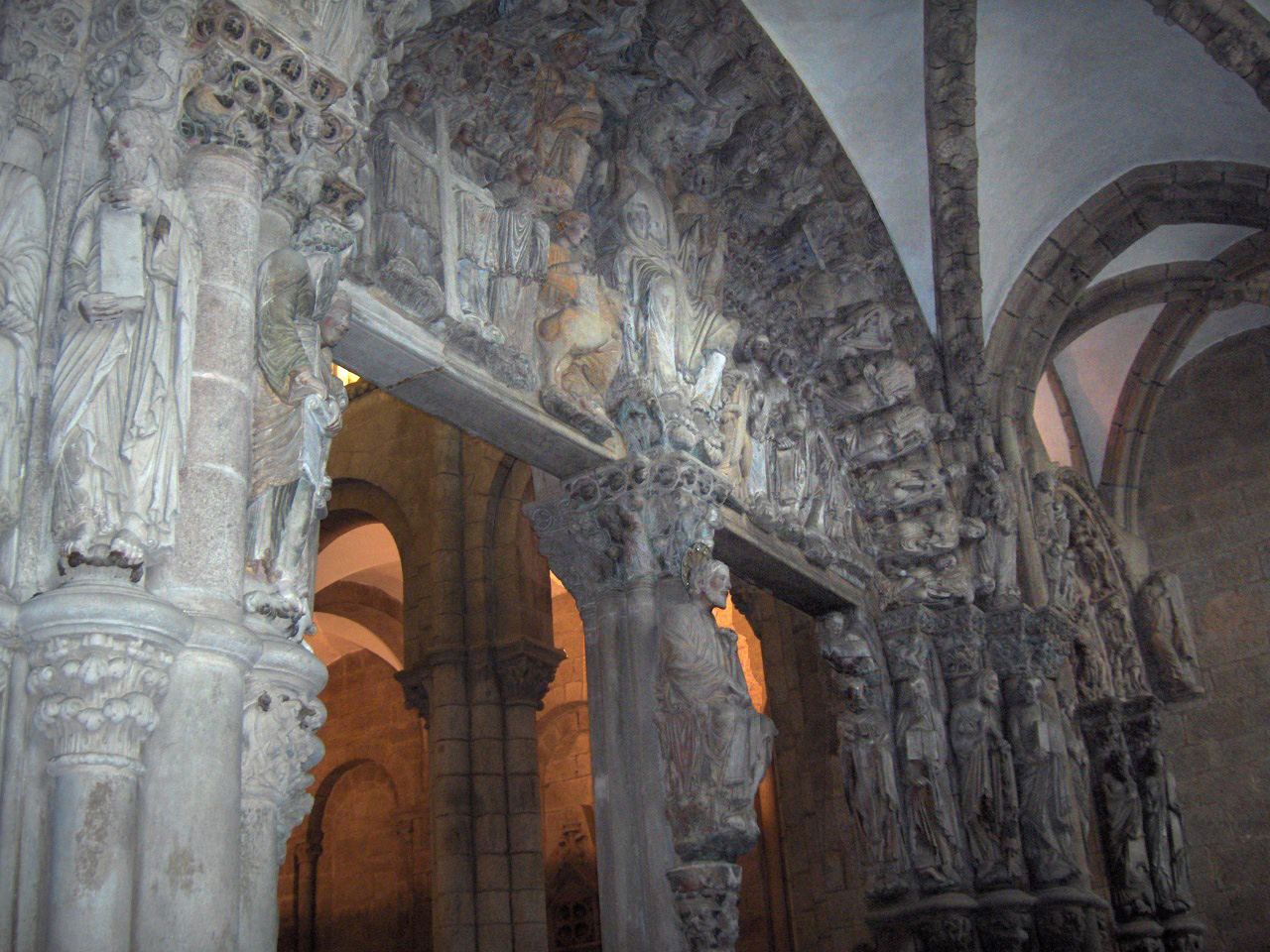
A Pórtico de la Gloria részlete

A Pórtico de la Gloria (nevének jelentése a dicsőség kapuja, galiciai nyelven Pórtico da Gloria) a Santiago de Compostela-i Szent Jakab-székesegyház egyik kapuzata, a spanyolországi romanikus szobrászat kiemelkedő alkotása.

## Története
Fő alkotója Mateo mester, akiről azonban keveset lehet tudni. Egy 1168-ban keletkezett dokumentum már úgy említi, mint a kapuzat építőjét, sőt, magán a kapuzaton olvasható, 1188-as befejezéséről szóló felirat is tartalmazza a nevét. Bizonyos azonban, hogy a mester egyedül nem készíthette el ezt a hatalmas munkát, valószínűleg egy egész műhely dolgozott rajta, akiket ő irányított. Ezt az is megerősíti, hogy különböző részletei nem egyforma minőségben készültek el. Ma elterjedt vélekedés, hogy például a Jézus-szobrot és az oszlop alakjait Mateo saját kezűleg készítette, viszont a timpanon angyalai és az evangelisták a tanítványok művei.
Vannak, akik szerint a mester lebontatott egy már korábban megépült, a Kallixtusz-kódex által is említett homlokzati kaput, hogy így szélesíthesse a hajókat, de mások úgy vélekednek, a kódex leírása hamis, nem is létezett korábbi homlokzat, így Mateo le sem bontathatta.

## Leírása
A Pórtico de la Gloria három kapuból áll, közülük a középső a legnagyobb. Ikonográfiája A jelenések könyvén alapul. A legnagyobb boltív timpanonjának központi alakja Jézus, akit egy tetramorf, valamint angyalok csoportja vesz körül, akiknél a passióhoz kapcsolódó tárgyak láthatók: többek között egy kereszt, egy töviskorona, négy szög, egy lándzsa, két pergamen (az egyik Pilátus ítélete, a másikon valószínűleg az INRI felirat volt olvasható) és egy kézmosásra szolgáló vizet tartalmazó korsó. A négy evangelista mellett kisebb méretű alakokat is megfigyelhetünk. Az egyik boltíven megtalálható A jelenések könyvében említett 24 vén, különböző hangszerekkel a kezükben. Alakjuk realista, mozgalmas, sőt, a hangszerek is olyan jól kidolgozottak, hogy ábrázolásukat a kutatók felhasználták ahhoz, hogy minél pontosabb képet kapjanak az akkori kor hangszereinek hangjáról.
A kapu oszlopai az Ó- és Újszövetség prófétáit és apostolait ábrázolják: megtalálható rajtuk Mózes, Ézsaiás, Dániel és Jeremiás próféta, valamint János, Péter és Pál apostol. A főkaput kettéosztó oszlop Jézus családfáját ábrázolja Ádámtól Máriáig, végül a Szentháromsággal zárul, tetején pedig a székesegyház védőszentje, Szent Jakab zarándokokat fogadó szobra ül. Ugyanezen oszlop hátsó oldalán egy kisebb, térdelő, a templom belseje felé néző szobor látható, ezt a készítő Mateo mester ábrázolásának tartják, és galiciai nyelvű elnevezéssel Santo dos Croques néven emlegetik, amelynek jelentése: „fejbeverések szentje”, mivel az egyetemisták körében több évszázados szokás, hogy vizsgaidőszakban azzal kértek ettől a „szenttől” memóriát és tudást, hogy beleverték a fejüket a szoborba. A 21. század elején történt felújítás után azonban az oszlopot megközelíthetetlenné tették, így ez a szokás sem gyakorolható tovább.
A két szélső kapunak ma nincs timpanonja, de valószínű, hogy régen volt. Ezek díszítése paradicsomi jeleneteket ábrázol Ádámmal és Évával, valamint a végítéletet, amelyhez a pokol megjelenítése is hozzá tartozik.

## Hatása
A Pórtico de la Gloria olyan jelentős mű, hogy a következő évszázadok több más egyházi műalkotására is hatott. Az ávilai Szent Vince-székesegyház nyugati kapuzata is sok hasonlóságot mutat vele, a zamorai Benavente templomában pedig még a kapu sarkain látható angyalszobrok testtartása is azonos a Pórtico de la Gloriáéiéval. A Silleda községben felépült San Lorenzo de Carboeiro-kolostor bélletes főkapuján is a Pórtico de la Gloriához hasonlóan A jelenések könyve vénjei jelennek meg.

## Képek

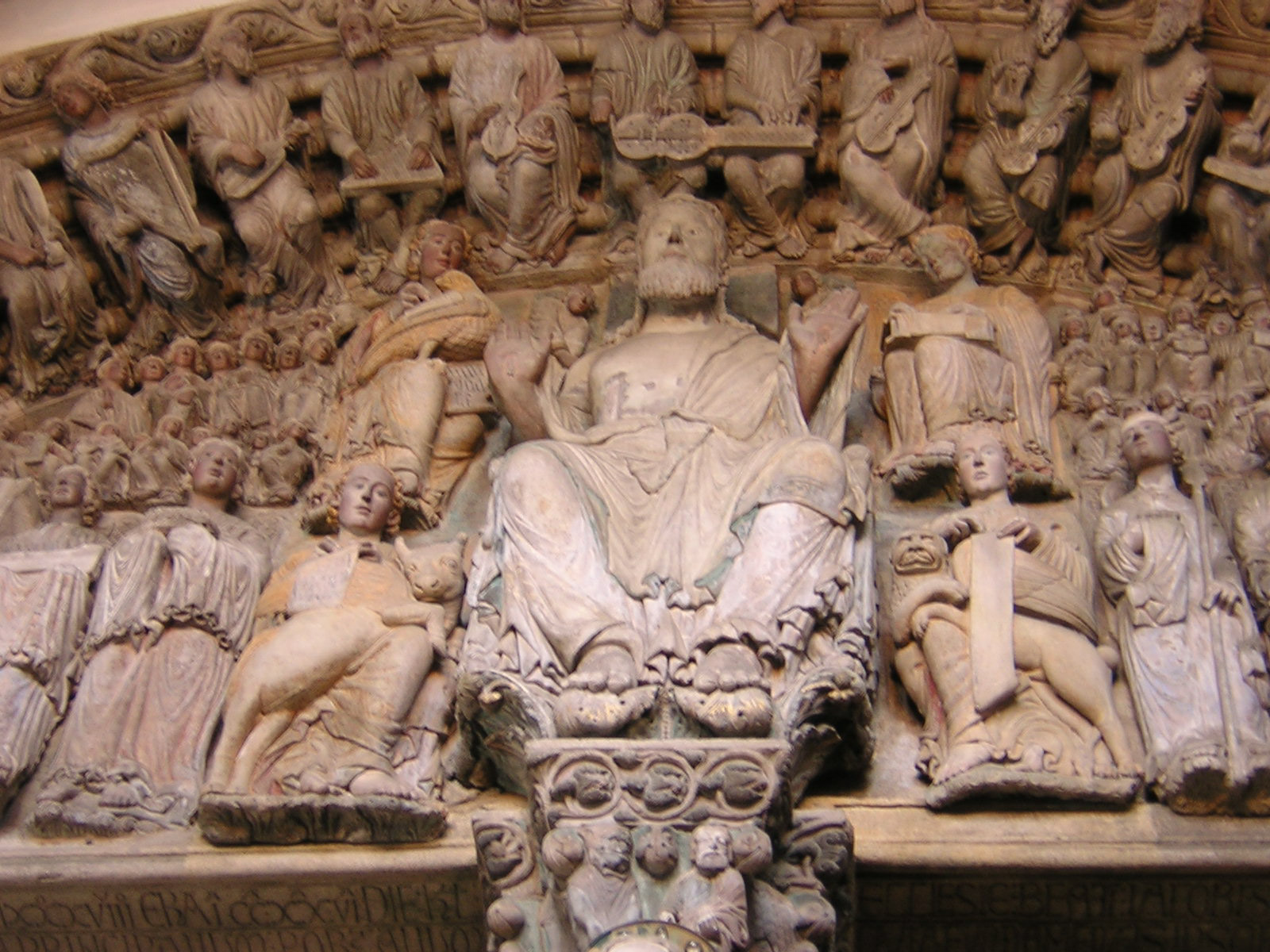
Pantokrátor-szobor
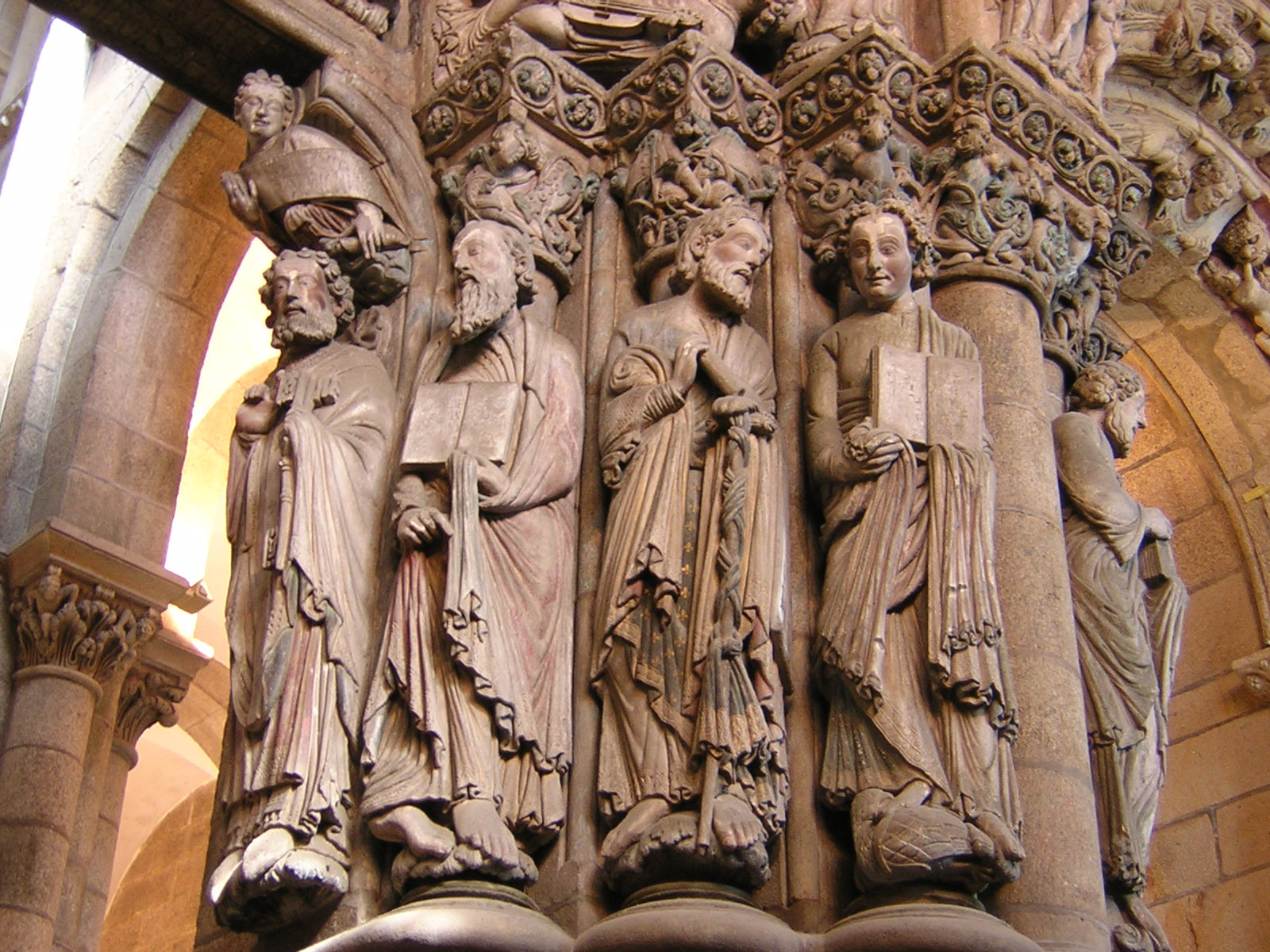
Apostolok szobrai
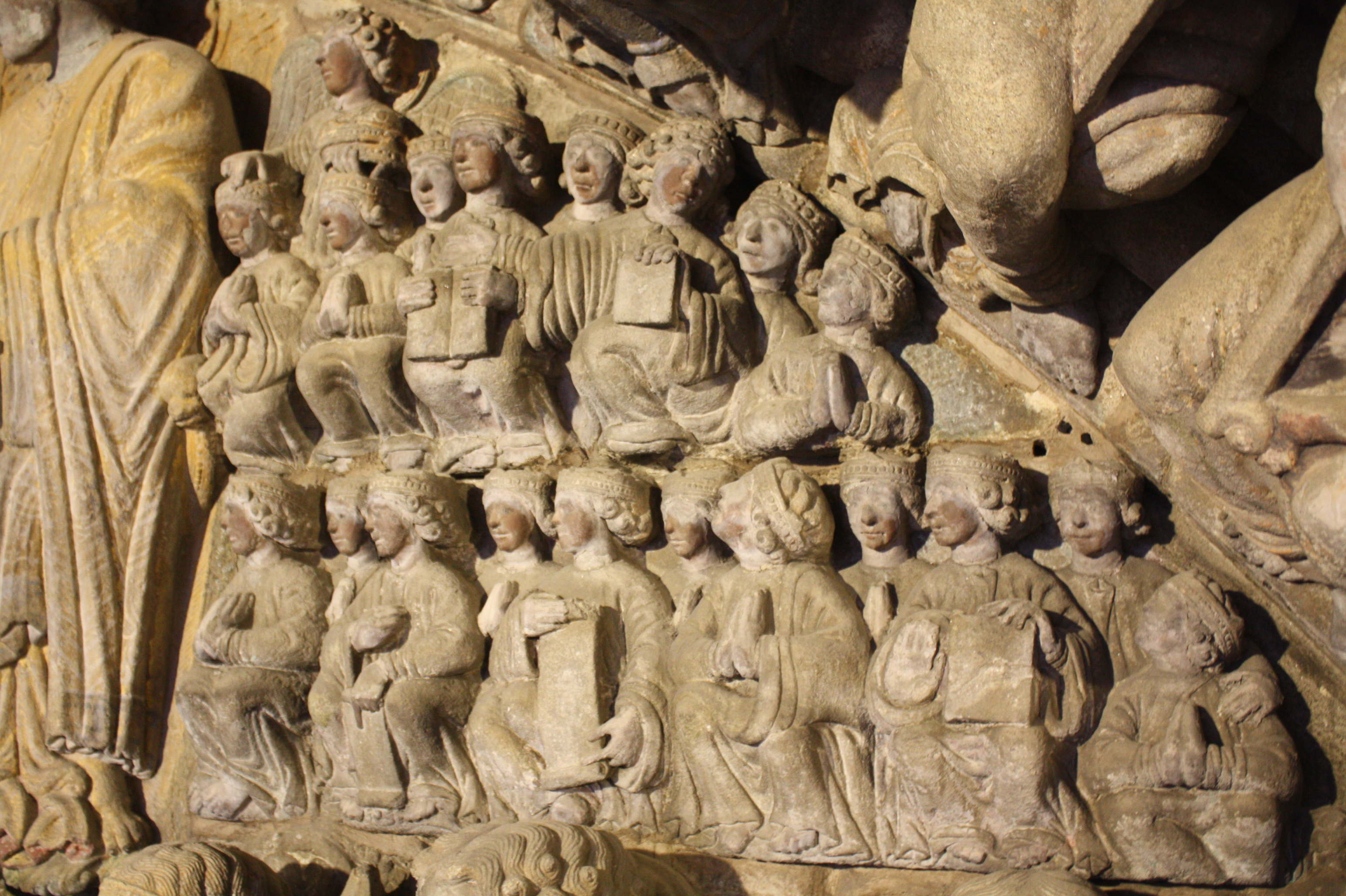
Boldogok lelkei
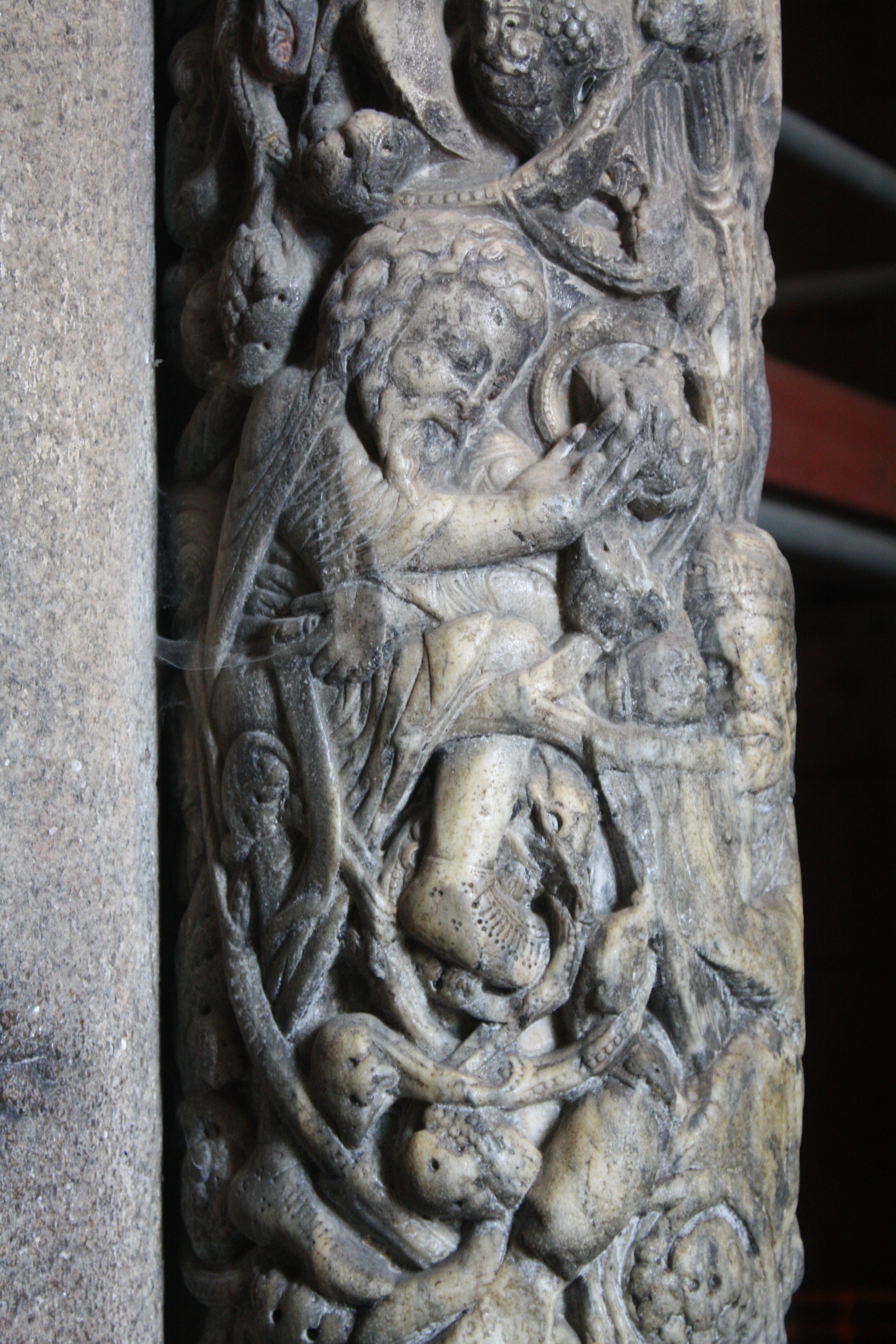
Jézus családfáját ábrázoló oszlopdísz